# Capriccio spagnolo
Capriccio spagnolo, Op. 34 (in russo Испанское Каприччио?, come viene chiamato dall'autore nella sua autobiografia, mentre nell'edizione a stampa il titolo russo è Каприччио на испанские темы, cioè, letteralmente, Capriccio su temi spagnoli), è una composizione per orchestra sinfonica di Nikolaj Andreevič Rimskij-Korsakov del 1887, basata su tipiche melodie spagnole.

## Storia della composizione
Il Capriccio spagnolo fu scritto da Rimskij-Korsakov nell'estate del 1887, quando interruppe per qualche tempo l'orchestrazione de Il principe Igor' di Aleksandr Borodin, a cui allora stava lavorando. L'idea originale del compositore era di comporre il pezzo per violino solista ed orchestra, ma alla fine decise di comporre solo per orchestra per migliorare la qualità delle melodie.
La prima esecuzione dell'opera fu messa in programma il 31 ottobre 1887 nel secondo dei Concerti Sinfonici Russi di quella stagione, sotto la direzione dello stesso Rimskij-Korsakov. Durante la prima prova del lavoro, dopo l'esecuzione del suo primo movimento, l'orchestra iniziò ad applaudire il compositore e così fece ogni volta che le fermate del pezzo lo permettevano; Rimskij-Korsakov quindi chiese all'orchestra di poterle dedicare il pezzo. Al concerto il Capriccio spagnolo ebbe un tale successo che il pubblico richiese con insistenza il bis; esso fu riproposto in occasione del quinto ed ultimo concerto di quella stagione, il 5 dicembre 1887.

## Struttura
La composizione è strutturata in cinque movimenti, che si susseguono senza soluzione di continuità; il primo, il terzo ed il quinto si ispirano a danze popolari asturiane.
1. Il primo movimento, Alborada: Vivo e strepitoso, si rifà a una danza festosa, tradizionalmente eseguita all'alba.
2. Il secondo movimento, Variazioni: Andante con moto, consiste in una serie di variazioni sopra una nostalgica melodia asturiana, inizialmente affidata ai corni.
3. Il terzo movimento, Alborada, riprende il primo, ma in una diversa tonalità e con una strumentazione più ricca.
4. Il quarto movimento, Scena e canto gitano: Allegretto, si apre con cinque cadenze su un medesimo motivo, affidate rispettivamente a corni e trombe, violino solo, flauti, clarinetti ed arpa, intervallate da brevi stacchi percussivi; poi il motivo viene ripreso, elaborato ed ampliato a piena orchestra.
5. L'ultimo movimento, Fandango asturiano, è caratterizzato da un motivo di danza alquanto robusto e ruvido, affidato dapprima ai tromboni e poi ai legni. Segue una vorticosa coda finale in cui sono ripresi temi delle sezioni precedenti.

Il Capriccio spagnolo è considerato un capolavoro dell'arte dell'orchestrazione. Rimskij-Korsakov vi ha riprodotto la ricchezza di colori e di ritmi propria della musica tradizionale iberica, trattando l'orchestra in modo da ottenerne un'ampia gamma di effetti timbrici. Il gruppo delle percussioni è molto esteso rispetto agli standard dell'epoca. Nel quarto movimento violinisti, violisti e violoncellisti devono con il pizzicato imitare il suono della chitarra (sullo spartito di questi strumenti c'è la dicitura quasi guitara).

## Uso nei film
Capriccio spagnolo è presente nella colonna sonora dei seguenti film:
- Capriccio spagnolo del 1935, di Josef von Sternberg;
- Scheherazade del 1947, di Walter Reisch, biografia giovanile (inventata) di Rimskij-Korsakov, interpretato da Jean-Pierre Aumont;
- Donne sull'orlo di una crisi di nervi del 1988 di Pedro Almodóvar;
- I segreti di Brokeback Mountain del 2005 di Ang Lee.